# Tricyphona tacoma
Tricyphona tacoma är en tvåvingeart som först beskrevs av Alexander 1949.  Tricyphona tacoma ingår i släktet Tricyphona och familjen hårögonharkrankar. Inga underarter finns listade i Catalogue of Life.